# Wide receiver

Un wide receiver (receveur éloigné au Canada, et parfois traduit en France par receveur écarté) est un joueur de football américain ou canadien. Il évolue au sein de l'escoudade offensive. Son rôle est de recevoir les passes du quarterback et ainsi de gagner souvent beaucoup de terrain.

## Qualités

Position des wide receivers (en bleu) dans un schéma de jeu classique

Les wide receivers sont des joueurs souvent très grands, longilignes, même si certains d'entre eux sont assez petits pour ce poste. Leur taille oscille souvent entre 1,77 m et 1,95 m pour un poids compris entre 80 et 95 kg. Le trait commun à tous ces joueurs est en tous cas la vitesse de course. La vitesse est un des deux éléments fondamentaux de leur jeu. Ils s'en servent pour échapper au marquage de leurs défenseurs attitrés, les cornerbacks et safeties. Le deuxième élément fondamental de leur jeu est leur adresse dans la réception. Ils possèdent souvent de grandes mains et certains d'entre eux, comme Randy Moss ou Terrell Owens, ont par ailleurs de très bonnes aptitudes en matière de basket-ball. La technique fait en effet appel aussi bien à la sûreté des mains qu'à la détente pure du joueur. La combinaison de ces qualités et du jeu aérien rend les actions de ces joueurs spectaculaires, élevant les meilleurs d'entre eux au rang de stars, comme Jerry Rice, détenteur de nombreux records en NFL.

## Rôles

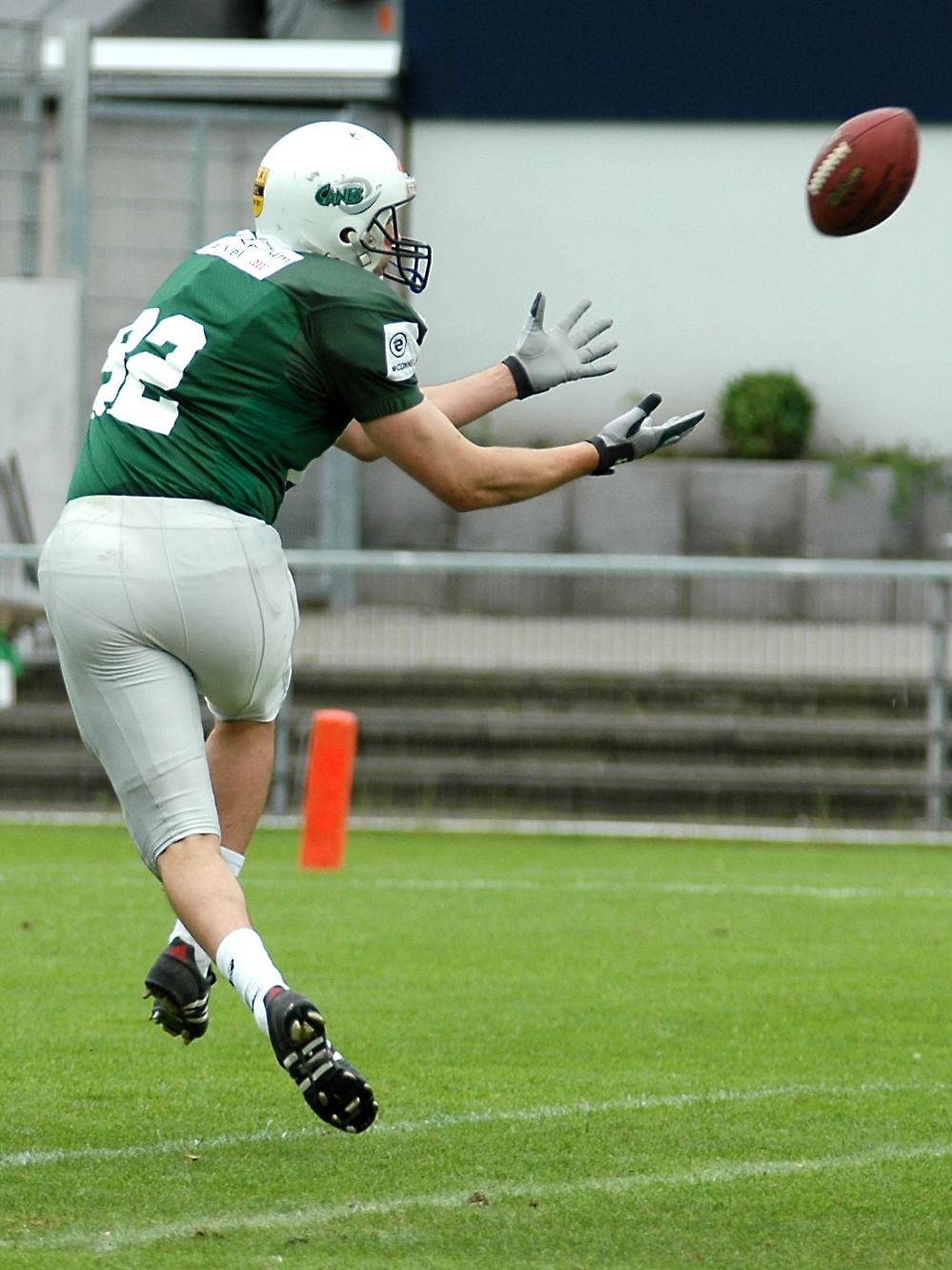
Réception

Les wide receivers font partie des joueurs éligibles à la passe. Ils sont alignés sur les ailes au départ de chaque action, d'où leur nom. Au moment de la mise en jeu, ils courent souvent soit pour recevoir une passe, soit pour brouiller les cartes en vue d'un jeu de course. Il leur arrive aussi de bloquer directement les défenseurs se trouvant sur la route du running back. D'ailleurs, comme ce joueur, ils peuvent être amenés sur des tactiques spéciales à passer le ballon. Mais leur positionnement sur le terrain rend une telle tactique très compliquée, les obligeant à feinter un changement de côté au moment de la mise en jeu (Wildcat). Un de leurs rôles les plus récurrents consiste dans les retours de coup de pied dont ils sont les spécialistes avec les cornerbacks. Ce rôle est souvent attribué à un remplaçant très rapide, ce qui permet de ménager les titulaires.

## Noms et positions
Le terme wide receiver est un terme générique désignant un type de joueur (comme les « arrières » en football ou rugby). Tout comme les linemen (joueurs de ligne offensifs), les running backs (demis) ou encore les linebackers, les wide receivers prennent un nom spécifique en fonction de leur positionnement sur le terrain.
- Split end (X ou SE) : C'est un receveur placé sur la ligne de mêlée, généralement nécessaire pour répondre à la règle « des sept joueurs » (sauf dans certaines formations spécifiques comme le double tight end). Dans ce cas, le receveur est sur le côté opposé du tight end (généralement le côté faible). Le split end est le joueur le plus éloigné du centre sur son côté du terrain[1] ;
- Flanker (Z ou FL ou 6 back) : C'est un receveur se positionnant derrière la ligne de mêlée (slot). Habituellement receveur vedette de l'équipe, le flanker utilise la zone tampon initiale entre lui et un défenseur pour éviter le blocage, le contact autorisé dans les cinq yards de la ligne de mêlée. Le flanker est généralement du même côté de la formation comme un ailier rapproché. Tout comme le split end, ce receveur est le joueur le plus éloigné du centre sur son côté du terrain. Le flanker est en fait positionné comme le split end, sauf qu'il se trouve juste derrière la ligne de mêlée et du côté fort[1] ;
- Slot receiver (Y ou SL) :  Un nom moins formel donné à des receveurs en plus des split end et des flankers. Ces receveurs s'alignent entre le split end/flanker et les linemen. S'il se trouve du côté du flanker, le slot receiver est habituellement sur la ligne de mêlée, et s'il se trouve du côté du split end, en deçà de la ligne de mêlée (slot). Tout comme le flanker, le slot receiver prend souvent une position reculée pour éviter le blocage[1] ;

- Slotback : Slotback est une position particulière du receveur. C'est le joueur se plaçant en retrait de la ligne de mêlée, entre deux autres joueurs (le dernier offensive lineman et un wide receiver). C'est un poste hybride entre le wide receiver et le halfback. Ils peuvent ainsi bloquer pour protéger leur quarterback, mais ils sont surtout utiles lors de passe courte.

## Quelques receveurs emblématiques
- Michael Irvin
- Jerry Rice
- Tim Brown
- Randy Moss
- Chad Johnson
- Terrell Owens
- Larry Fitzgerald
- Calvin Johnson
- Hines Ward
- Odell Beckham Jr.
- Jarvis Landry
- Julio Jones
- Antonio Brown
- Julian Edelman